# Paul Glaser (Regisseur)

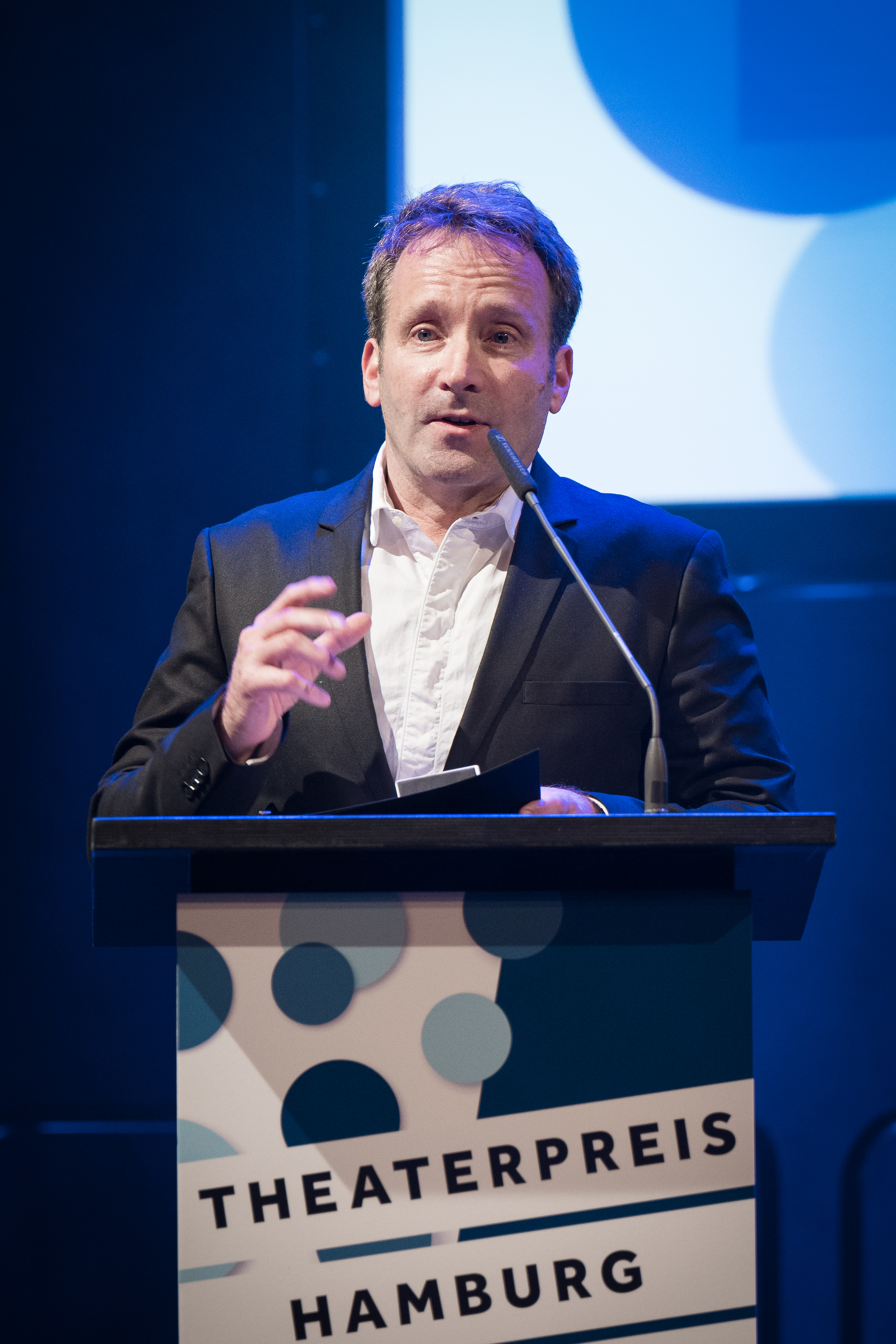
Paul Glaser hält eine Dankesrede nach Erhalt des Theaterpreis Hamburg – Rolf Mares (2023).

Paul Werner Glaser (* 14. Dezember 1963 in Uppsala, Schweden) ist ein international tätiger Theaterregisseur, Autor und Komponist.

## Leben
Paul Glaser nahm ab 1980 Gesangs- und Schauspielunterricht. Er wurde zunächst von 1983 bis 1985 als klassischer Tänzer am Royal Swedish Ballet in Stockholm von Konstantin Damianov ausgebildet. Zum Studienabschluss wurde er mit dem Carina Ari-Preis ausgezeichnet. Erste Rollen erhielt er am Parkteatern in Stockholm als Baby John in West Side Story und als Fritz in Pelle Svanslös am Oscars Teatern in Stockholm.
1985 wurde er als Sänger und Solo-Tänzer mit einem Dreijahresvertrag am Malmö Stadsteater engagiert, wo er unter anderem in den Ballettproduktionen Gaîté Parisienne (nach der Choreographie von Léonide Massine), Symphony in D (Choreographie: Jiří Kylián), Coppélia (inszeniert von Hans Brenaa) und Der Nussknacker (Choreographie: Marius Petipa) auftrat. Gleichzeitig begann er als Schauspieler und Sänger in Operetten und Musicals aufzutreten. Er spielte unter anderem den Gärtner Robert in Oh, Mein Papa und die Cagelle Nicole in La Cage Aux Folles. Während seines Engagements am Malmö Stadsteater erhielt er ergänzendes Ballett-Coaching von Olga Lepeshinskaya.
Von 1988 bis 1990 war er am Operettenhaus Hamburg für das Musical Cats von Andrew Lloyd Webber engagiert. Glaser war der erste Darsteller in der Produktionsgeschichte des Musicals, der sowohl die Gesangs-Hauptrolle des Rum Tum Tugger als auch die Tanz-Hauptrolle des Mr. Mistoffelees im selben Vertrag erhielt. Anschließend trat er in Schweden und Deutschland in verschiedenen Musicalproduktionen auf. Zu seinen Rollen gehörten Tony in West Side Story in Malmö, Danny in Grease am Theater des Westens in Berlin und Seymour in Little Shop of Horrors in Stockholm.
1999 veröffentlichte Glaser mit Peggy sein erstes eigenes Musical. Die Uraufführung fand im Star-Theater Hamburg statt, mit Buch, Gesangstexten und Musik von Glaser sowie Annika Bruhns in der Hauptrolle.
Zwischen 2016 und 2019 schrieb Glaser die Musik für insgesamt sechs Kinder-Musicals, alle mit Buch und Regie von Christian Berg in deutscher Sprache.
Seit 2017 ist Glaser als geschäftsführender und künstlerischer Leiter des The English Theatre of Hamburg tätig und dort für seine Inszenierungen des klassischen englischsprachigen Theaters und modernen Bühnenadaptionen bekannt. Dazu gehören Große Erwartungen von Charles Dickens, Der Hund von Baskerville von Arthur Conan Doyle, und die Europa-Premiere des amerikanischen Theaterstücks Lizard Boy.
Im November 2023 erhielt Glaser den Theaterpreis Hamburg – Rolf Mares für seine englische Theaterproduktion und Regie von The Pride, ein Stück von Alexi Kaye Campbell.

## Privates
Glasers Großvater war der deutsch-dänisch-schwedische Komponist, Psychologe und Dirigent Werner Wolf Glaser. Sein Onkel ist der schwedische Schauspieler und Regisseur Etienne Glaser.
Er ist mit Petter Bjällö verheiratet. Mit Ingela Santesson, der Mutter von Awa Santesson-Sey (der 2012 Gewinnerin der schwedischen Version der Musikwettbewerb-Fernsehshow The X Factor) hat er einen Sohn. Dieser ist verheiratet und hat drei Kinder.

## Regie (Auswahl)
Ausgewählte Bühnenproduktionen als Theaterregisseur:
Internationale Produktionen
- 2016: Thrill Me: The Leopold and Loeb Story[6] (Jermyn Street Theater, London)
- 2017: Mary Stuart[7], auch Komposition (British Theater, London)
- 2024: HAP[8] (Teatret ved sorte hest, Kopenhagen)

Produktionen für das The English Theatre of Hamburg (Hamburg)
- 2018: Death Knell[9]
- 2018: I Love You, You’re Perfect, Now Change[10]
- 2019:The Woman in Black[11]
- 2019: Moonlight And Magnolias[12]
- 2020: Apologia[13]
- 2020: The Picture of Dorian Gray[14]
- 2022: Great Expectations[15]
- 2023: The Hound of the Baskervilles[16]
- 2023: The Pride[17]
- 2024: Jeeves and Wooster in Perfect Nonsense[18]
- 2024: Lizard Boy[19]

## Musikproduktion (Auswahl)
Musikkompositionen für Christian Berg (Buch und Regie)
- 2016: Vom Fischer und seiner Frau[20]
- 2017: Das Phantom von Opa[21]
- 2017: Rapunzel[22]
- 2018: Bambi[23]
- 2019: Das Gespenst von Canterville[24]
- 2019: Frau Holle[25]

## Hörspiele (Sprecher)
- 2003: Albert Vigoleis Thelen: Die Insel des zweiten Gesichts (2. Teil) (Graves/Brite) – Bearbeitung und Regie: Norbert Schaeffer (Hörspielbearbeitung – NDR/WDR)[26]